# はたらく細胞BLACK
『はたらく細胞BLACK』（はたらくさいぼうブラック）は、原田重光（原作）、初嘉屋一生（作画）による日本の漫画。『モーニング』（講談社）にて2018年から2021年まで連載された。清水茜による漫画『はたらく細胞』（以下「本編」と呼称）のスピンオフ作品であり、清水が監修を務める。
細胞が働く不健康・不摂生な成人男性の体内環境をブラック企業に喩えて取り上げており、全編を通してシリアスかつ殺伐とした雰囲気、少年漫画誌で発表された本編と比較して青年漫画ならではの題材と描写が特徴である。
本編とは別にテレビアニメ化され、2021年1月から3月まで放送された。
2021年5月15日に、『世界一受けたい授業』でこの作品が紹介されている。
2024年12月13日公開の実写映画『はたらく細胞』は本作も原作に含まれている。

## 発表形態
本作の『モーニング』での連載は断続的に行われ、2018年27号から36・37合併号まで第1部（第1話 - 第10話、単行本1 - 2巻）が連載された後、その好評を受けて同年45号から 2019年36・37合併号までほぼ隔号（第11話 - 第31話、3 - 5巻）、2019年45号から2020年35号までほぼ5号に1話ペース（第32話 - 第41話、6 - 7巻）で第2部、2020年52号から2021年8号まで第3部（第42話 - 最終話、8巻）と続いた。
また、本編の連載誌である『月刊少年シリウス』2019年2月号と3月号に第1話の前日譚が「出張版」前編・後編として掲載され、単行本4巻、5巻の各巻末に収録された。
なお、『モーニング』ではもう1作のスピンオフ『はたらく細胞BABY』も不定期連載され、発表期間が一部重なるが、『BLACK』が5号に1話ペースだった時期に開始しており、『BLACK』第3部開始時に2作同時掲載となった他は全て掲載号が異なっている。

## 内容・作風
細胞が働く劣悪な環境（不健康・不摂生な成人男性の体内）をブラック企業に喩え、喫煙・飲酒・カフェインがもたらす影響やED・円形脱毛症・水虫・淋病・胃潰瘍・狭心症・痛風・心筋梗塞・痔・糖尿病・うつ病・がんなどを取り上げている。本編では稀にしか登場しない薬剤や抗生物質（細胞たちからすればロボット兵器）が対応策として頻繁に投与される。また、いわゆる「外の人」（細胞たちの職場となる体内の人間）の状況についても、登場するキャラクターによってある程度言及されている。コミカルな本編や他のスピンオフ作品に比べ、レギュラーキャラクターでさえ途中で死んでいくなど全編を通してシリアスかつ殺伐とした雰囲気、青年漫画ならではの題材と描写が特徴である。
第1部は心筋梗塞を乗り越えたことを機に、外の人の生活が改められ体内環境も改善していき、一応のハッピーエンドを迎える。第2部では、第1部とは別の世界（体）に（輸血によって）舞台を移す形式を取る。それにより同細胞だが別の性格のキャラクターが登場するほか、第1部とは別の健康問題を扱う。第3部は第2部からの続きで、第2部終盤でのがんの治療により疲弊しきった世界（体）の復興とそうした中でも起こる危機が描かれる。

## 特別編
2020年3月、福岡市が推進する「福岡市乳がん検診受診率向上プロジェクト」とのタイアップによる特別編「乳がん検診を受けよう！」が、福岡市のTSUTAYA全店や公共施設などにおいて小冊子で無料配布された。女性の身体が舞台のため『BLACK』本編とのつながりは全くない。また、主人公の女性赤血球のセリフが博多弁になっている。
同年10月から12月には、MSD株式会社とのコラボによる特別編「がん、検診、予防。」が、Twitter上にて1〜2コマずつ掲載していく形式で連載された。『BLACK』本編とは別の体の（本編とは服装が異なる）、キラーT細胞やNK細胞といった免疫細胞を中心とするストーリーで、がんとその予防、治療について扱っている。
特別編はいずれも単行本未収録であるが、講談社のウェブサイトおよび漫画アプリ『コミックDAYS』にて『BLACK』本編各話と共に単話配信されている。

## 登場キャラクター
デザイン自体は本編とおおよそ共通。作風に合わせて、細菌などは同じデザインながらも陰影のつけ方やセリフのフォントなどで、よりモンスター然として描かれている。また本編と異なり、白血球（好中球）は女性個体が登場し、逆に男性個体は見られない。赤血球も特別編「乳がん検診を受けよう！」を除けば、登場しているのは男性個体のみとなっている。
第11話の終盤からは別の世界（体）に舞台を移すため、赤血球と白血球以外のキャラクターは総入れ替えとなる。輸血前後の各細胞は、本編の輸血赤血球と同じく服装にいくらか差異がある。輸血前後双方に登場するキャラクター（個体）は●を付けて示す。
実写映画『はたらく細胞』に登場するキャラクター（個体）は☆を付けて示す。同作品の演者については該当記事を参照。

### 赤血球

#### 最初の体の赤血球
本編の男性個体とほぼ同じ服装であるが、爪先が白いツートンカラーの赤い運動靴を素足で履くという違いがある。
AA2153●☆
声 - 榎木淳弥
主人公の赤血球。跳ねた赤毛と帽子から飛び出たアホ毛が特徴のメガネ男子。良くも悪くも生真面目で仕事熱心。
肝臓や腎臓など赤血球を世話する臓器にはAC1677、あるいはBD7599やNC8429と共に出かけて常連客となっており、臓器細胞も体が不摂生不健康な状態で疲弊しているにもかかわらず世話してくれていることに感謝している。
第2部では顆粒球輸血 に巻き込まれて別の体に輸血され、一緒に来た赤血球たちのリーダー的存在になっていく。
アニメ版では、第7話でより多くの酸素を運んだとして最優秀新人賞で表彰されるなど、優秀さが強調されている。
実写映画『はたらく細胞』では「新米赤血球（AA2153）」の名義で登場する。
AC1677
声 - KENN
AA2153の同期の赤血球。細い目が特徴。生真面目なAA2153に比べて要領よくふるまい、サボり方をAA2153にも教える。第1話 からレギュラーで登場するが、第10話で足を胃酸で傷めていたため逃げ遅れたAA2153を助け、自身は胃酸の海に落ちて死亡する。この同僚の死が引き金となり、AA2153は一時はたらく意思を失って職場放棄する。
アニメ版では、第2部が原作のエピソードで原作のキャラクターに置き換わって登場するため出番が増えており、危険な現場からはすぐ逃げ出したがる、優秀なAA2153に対する劣等感を抱くといった一面や、それらを乗り越えて成長する姿が描かれ、AA2153との友情などもより深く描かれている。
BD7599●
声 - 横山遵
AA2153の先輩の赤血球。もみあげが特徴。ちょっと荒っぽいものの、引きこもってしまったAA2153が久々に出勤した際も、温かく迎えるなど優しい面も見せる。
第2部では、AA2153と一緒に別の体に輸血される。第2部終盤のがん細胞との戦いの際、切除直前だった肺の上葉にがん細胞を誘い込むが、自身も逃げ切れず、第1部からのキャラクターでは唯一、最終話まで生き残らず第39話で死亡する。
NC8429●
声 - 八代拓
AA2153の後輩の赤血球。赤い頬が特徴。第9話から職場復帰したAA2153と共に行動し、プラークの崩落に巻き込まれそうになったところを救われる。
第2部では、AA2153やBD7599と一緒に別の体に輸血される。
アニメ版では第9話から、研修中の新人赤血球の一人として登場する。
AD6614、JJ4141、BB5123
声 - 三瓶雄樹（AD6614）、相馬康一（JJ4141、BB5123）
以上の3人は、1話限りの登場だったり出番がわずかで目立たなかったりするが、単行本第2巻のおまけページやアニメ版のキャストのクレジットで識別番号が明記されている。AD6614は第1話でAA2153の面倒を見るスキンヘッドの先輩赤血球、JJ4141は第2話でAA2153たちをキャバクラ（肝臓）に誘う小柄な年配の赤血球、BB5123は第9話でBD7599やNC8429と共にAA2153を迎える顎先のひげが特徴の赤血球である。
先輩赤血球（アニメ）
声 - 鷲見昂大、丸山智行
アニメ版第3・6・7・8話に登場する、2人組の先輩赤血球。原作第2部での当該エピソードほかに登場する輸血先の古株赤血球を基にした、アニメ版のオリジナルキャラクター。一方は赤毛で髭面、もう一方は緑色の長髪が特徴。第7話ではAC1677をエナジードリンク（カフェイン）に誘い、第8話では静脈にできた陥没（血栓）にAA2153を突き落として劣悪な労働環境の鬱憤晴らしをするが、その後転がり出た血栓に巻き込まれて死亡する。
後輩赤血球（アニメ）
声 - 井上雄貴
アニメ版のオリジナルキャラクター。黒目がちの目が特徴。研修中の新人赤血球の一人として、アニメ版第9話から登場する。NC8429の同期の一人で、しばしば2人で行動を共にする。

#### 輸血先の赤血球
第2部の第11話から登場。輸血元にいた仲間たちと制服が微妙に違い、上着の前を閉めブーツを履き、本体が背中で斜めに密着する型のワンショルダーバッグをたすきがけにしている。面倒な仕事はAA2153たちに押しつけるなど、特に初期に登場する古株の者たちと輸血されたAA2153たち3人との関係は良くないが、AA2153が不満を抑え率先してはたらいて見せることで収まっている。
DA4901
第15話から登場。輸血先の赤血球のうちAA2153たちと親しくなる3個体のリーダー格。古株の赤血球たちが死んだ後は、全赤血球のリーダー的存在にもなっている。イケメンで、赤芽球の頃から優秀だったが、それゆえに冷めた目で体のことを見ていた。AA2153と出会ってその影響も受けるが、以後も諦めと希望の間を揺れ動き、糖尿病悪化の際には網膜で新生血管を掘り網膜剥離を起こしかけて落ち込んだりもしている。しかし、その後自己回復を果たし、薬全否定に陥って運びたがらないAA2153を正しく一喝したり、落ち込むJ-1178（白血球ちゃん）を励ましたり、がん細胞との戦いの中でも率先して行動し、皆を鼓舞するなど主人公に代わるほどの存在感を発揮する。第40話で、がん細胞もろとも抗がん剤の絨毯爆撃を受ける中、身体に対してがん細胞なんかに負けるなと叫びながら消滅した。
SS1404
同じく第15話から登場する、AA2153たちと親しくなる3個体の1人で、そばかすが特徴の個体。第38話で、酸素を求めるがん細胞に襲われ、胴を貫かれて殺される。
QJ0076
同じく第15話から登場。AA2153たちと親しくなる3個体の1人で体格が大きい。糖尿病悪化の中、第24話で糸球体をかばって糖分を引き受け、糖化により第25話で死亡する。

### 白血球

#### 最初の体の白血球
純白のいでたちと青白い肌は本編の白血球と同じであるが、前を胴部だけ止め胸元をはだけた丈の長いコートを着用、手袋のみ黒い、踝までの短靴を履く、日本刀型の武器を使う、といった違いがある。手袋のロゴには白血球（White Blood Cell）を表す「WBC」が描かれている。
1196●
声 - 日笠陽子
準主人公。白い長髪と巨乳、前髪に隠れた右目が特徴の好中球。
働き始めて間もないAA2153が初めて出会った白血球で、たびたび彼の窮地を救ったり、時折世界（体）の現状について教えたりもしている。AA2153から尊敬と憧れの念を抱かれており、「白血球たちも頑張っているから」というのが彼が劣悪な環境下でも働き続ける理由のひとつになっている。その一方で、白血球を信じるAA2153の気持ちが彼女に気力を与えることもある。
AA2153のことは初め「新米」と呼んでいるが、第2部からは一人前と認めて「赤血球」と呼ぶようになる。AA2153からは「白血球さん」と呼ばれている。
クールにふるまうが、元からそうした性格なのではなく、作画の初嘉屋によると「使命を全うする為にクールであろうと努める健気なお姉さん」 である。
第2部では、AA2153ら赤血球たちと一緒に別の体に輸血されて以降行方不明だったが、第17話で主人公と再会する。第30話の、歯周ポケットでの細菌との戦いで意識不明となり、その後体がオーバードース状態を経てうつになった間は昏睡状態だったが、うつから立ち直りかけた頃に意識を取り戻す。
8787、1212
声 - Lynn、内山夕実
アニメ版のオリジナルキャラクター。1196の後輩たち。8787は一本結びにした淡い紫色の髪の個体で、1212は外側にはねた青い髪の個体。
原作ではモブとして同じ容姿の好中球が登場しており、単行本第2巻の巻末おまけページや第4巻の表紙で1196とともに描かれている。
好中球
声 - 伊藤静、田中敦子
1196の上司たち。赤い髪をした司令官と、眼帯と顔に横一文字の傷跡が特徴の現場部隊の隊長。ともに淋菌のエピソードに登場。隊長は淋菌との戦いで戦死し、部下たちが見送る中で遺体が舟で流され、膿として体外に排出される。
司令官はアニメ版のオリジナルキャラクターであり、原作ではヘルパーT細胞となっている。原作ではヘルパーT細胞・隊長ともに敵を殲滅することだけを説いているが、アニメでの隊長は現場を理解していない上層部に少なからず不満を抱き、戦うことを是としつつも命を無駄にしないよう部下に告げている。

#### 輸血先の白血球
第11話から登場。輸血元の白血球と制服が大幅に違い、フード付きの上着や膝上まである編み上げのロングブーツを着け、手袋も白い。武器はサーベル。
J-1178
第11話からレギュラーで登場する個体。小柄でツインテールの白い髪が特徴で、AA2153は「白血球ちゃん」と呼びかけている。輸血で来た血球たちと打ち解けるまで時間がかかるが、その後は1196を「姐（ねえ）さん」と呼んで信頼しあうようになる。

### その他の細胞
脳細胞
声 - 平川大輔（司令）、中村慈、高坂篤志、斎藤寛仁、泊明日菜（オペレーター）、魚建、水越健（重役）
神経系の中枢で、思考や感情、身体の生命維持を担う。
作中では身体全体を統括する司令室のような描写となっており、主に司令とオペレーターの1人のやり取りが描かれている。
第1部・第2部それぞれにレギュラーキャラクターとして登場しており、司令は第1部だと眼鏡をかけた若い男性、第2部だと壮年の男性になっている。
第9話には司令室とは別の場所にいる数人の重役が登場し、会議の後に体内の会見放送で細胞たちに世界（体）の死を宣言し、細胞たちに「君たちは今日からもう働く必要はない」と告げる。いずれもスーツ姿をした男性で、代表者は白髪で口ひげと顎ひげを生やした面長の老齢者である。
キラーT細胞
声 - 丹沢晃之、平林剛
第5話から登場。本編以上にマッチョで粗暴な雰囲気の集団として描かれる。第5話では毛母細胞を攻撃して被害を出しているが、これは司令官であるヘルパーT細胞が、分裂と増殖が盛んな毛母細胞を、がん細胞と取り違えたせいであった。
第46話ではβ細胞が非自己であるとみなされ、被害を受けている（それぞれ第1部と第3部で、異なる世界（体）のエピソードであり、登場するキラーT細胞たちはキャラクターが異なる。特に第3部に登場するT細胞はパワハラ気質である）。
第37話から最終話までは、がん細胞とキラーT細胞たちとの戦いが、β細胞への攻撃のエピソードなどを挟んで描かれる。
新米キラーT細胞
第37話から登場し、最終話まで主要キャラクターの一人として活躍、またAA2153ともたびたび同じ場に居合わせる。初登場時は実戦未経験のナイーブT細胞であるが、すぐにがん細胞と遭遇し、初戦闘中に活性化してキラーT細胞になり、その後も戦いを通して成長していく。

制御性T細胞
第44話から第46話まで登場。本編と同じく女性。ただし、第45話の途中まではまだナイーブT細胞である。初めは気弱で自信がなく、キラーT細胞を率いる班長から度の過ぎた叱責（パワハラ）を受けている。酪酸菌が作る酪酸の働きで制御性T細胞に分化すると、実力で班長を組み伏せ、さらに班長の暴走とパワハラを糾弾して業務命令でβ細胞への砲撃を中止させる。分化後は、それまでかけていた眼鏡を外し、キラーT細胞と同じいでたちから本編と同様にスーツ姿へと変わる。
その他の免疫細胞
声 - 伊藤健太郎（ヘルパーT細胞）、椎名へきる（マクロファージ）、永野善一（樹状細胞）、相馬康一（記憶細胞）
ヘルパーT細胞を始めとする各種免疫細胞も本編同様に登場する。記憶細胞は本編の三枚目キャラと異なり、腰に2台のモニターとキーボードがセットになった機械を装備した男性で、それ以外の細胞は本編とほぼ同じ特徴を持つ。
ただし、本作では免疫細胞が活躍するエピソードの割合が少なく（上述のキラーT細胞が関わるエピソードを除けば、もっぱら好中球の活躍のみ描かれ、ほとんどが薬や抗生物質で決着する）、さらに司令塔の役柄を脳細胞が担当していることもあり、いずれもゲストキャラクターとしての出番に留まる。
血小板
本編と同様に子供（女の子）の集団として描かれるが、ゲストキャラクターやモブの扱いである。
第1部では比較的本編に近い制服で描かれている。第2部・第3部に登場する血小板の制服は本編と大きく異なり、セーラー服にリボン付きのボーラーハットといった、保育所・幼稚園の通園服にやや近い外観をしており、その上にフルハーネス型安全帯のようなものを装着した格好 になっている。
第26話では切断した小指を修復するため、外部から大量に送り込まれた。
血小板（アニメ）
声 - 久保ユリカ（リーダー格）、小田果林、橋本ちなみ、綾瀬有
アニメ版にはオリジナルキャラクターがレギュラーで登場する。制服は比較的本編に近いが、白い靴下と上履き風の短靴を履いているなど細部で異なり、また頭身が若干高い。本編とは違い、概して無愛想で大人びた印象に描かれており、リーダー格の女の子は特に目つきと口が悪いが、危険や恐怖に関しては見た目相応の反応を見せる。

肺胞上皮細胞
声 - 斎藤寛仁
肺においてガス交換などを担う細胞。
第1話から登場。肺で働く作業員として描写されている。細胞を代表するキャラクターがおらず、ほとんどの場合モブとしての出番に留まるが、赤血球の働きに密接に関わるため、他の細胞に比べると登場回数が多い。
肝細胞（かんさいぼう）☆
声 - ブリドカットセーラ恵美
第2話から登場。肝臓には様々な役割があるが、赤血球からアルコールを抜く働きはキャバクラとして描写され、肝細胞もキャバクラ嬢のように描かれる。自らの仕事に誇りを持ち、アルコールを分解したアセトアルデヒドの毒素に蝕まれながらも、客である赤血球たちの前では笑顔を絶やさない。
クッパー細胞
第2話に登場。肝臓の類洞に存在するマクロファージで、老朽化した赤血球を貪食する。
乳房を露出した踊り子の女性として描かれており、寿命を迎えたJJ4141の遺体を食した。アニメ版では衣装デザインが一部変更され、乳首は隠れている。
セルトリ細胞
声 - 杉山里穂
睾丸内に存在し、精原細胞を育てる細胞。
第3話と第6話に登場。保育士のような姿で描かれている。
主細胞（しゅさいぼう）
声 - 鳴海崇志
胃の内壁に数多く存在する。ペプシンのもとになるペプシノーゲンを分泌する。
第7話から登場（アニメ版では第1話にも登場）。髪が薄く恰幅の良い中年男性で、「胃」と書かれたエプロンを着用している。口が悪い。
副細胞（ふくさいぼう）
声 - 斎藤寛仁
胃酸やペプシンにより胃が傷つくのを防ぐため、粘膜を分泌する。
第7話から登場。主細胞の下で働いている。宇宙服のような服を着用しており、ふくよかな体型である。
脂肪細胞（しぼうさいぼう）
細胞質内に脂肪滴（油分）を有する細胞。
第8話に1コマのみ登場。丸々と太ってシャツ1枚なのに汗だくの男性で描かれる。
赤脾髄（せきひずい）
声 - 平林剛
劣化した老廃赤血球を償却する脾臓の器官。
第8話で登場。老齢の裁判長のように描かれ、白い顎ひげと口ひげを生やし、法服（ガウン）と房あり角帽を着用して木槌（ガベル）を持つ。第7話以来仕事を放棄していたAA2153が、役立たずな自分を処理するよう訴えるも、脾臓は役目を全うした者が最期を迎える場所であって役立たずを処分する場所ではないと叱りつけ、「はたらけ!細胞!!」と一喝して退ける。
腺細胞
第11話で登場。過食気味の体内の大腸で増殖しポリープを作るが、良性であった。
糸球体（しきゅうたい）
声 - 島袋美由利、有賀由樹子
腎臓でボーマン嚢に囲まれた毛細血管の塊。糸球体からつながる尿細管とで腎小体を構成している。
第13話から登場。全員共通して髪を後ろで鞠のように纏めて飾り紐をつけた女性の姿で描かれる。着物に裸足で赤血球などをシャワーで洗う。腎臓は「沈黙の臓器」ということで、通常は喋らず黙々とはたらく。リーダー格の個体は、老婆の姿をしている。
原作では第2部の身体の細胞だが、アニメ版では原作第1部と同じ身体の細胞として登場する。
皮脂腺細胞
声 - 樫井笙人
第15話に登場。毛母細胞や色素細胞と類似するとがったストッキング頭の本編とは異なり、無帽で前髪を残して頭頂部が禿げ上がった頭をさらした、定年間際のような小太りの壮年の個体が登場する。役目を終えると、収穫した皮脂とともに自爆する。
β細胞（ベータさいぼう）
膵臓内のランゲルハンス島を構成する細胞の一つで、インスリンを生成する。一度活動を停止すると再生はせず、新規に誕生することも無い。
第18話から登場。離れ小島（ランゲルハンス島）にある施設で働く。衛生キャップとゴーグル・マスクでクリーンルーム（無菌室）のような部屋で製品を製造している。
糖分の過剰摂取が原因で、際限ないインスリン生成要求が来た結果、多くの個体が疲弊して活動を停止してしまい、体が糖尿病に陥る。第46話では暴走したキラーT細胞により砲撃を受けるが、制御性T細胞の働きにより犠牲者は出さずに済む。
分泌細胞（ぶんぴさいぼう）
前立腺液を分泌する細胞。
第20話で登場。ふんどし一丁の裸でハゲに描かれている。
毛母細胞
声 - 髙坂篤志、斎藤寛仁、鳴海崇志、高橋伸也
第5話や第20話などに登場。第5話は第1部の身体の細胞、それ以外は第2部の身体の細胞で、基本的に全て別個体。第5話の個体は暴走したキラーT細胞に攻撃されて円形脱毛症を引き起こしてしまう。第20話の個体は男性型脱毛症により仕事を失うが、身体のために必要なことの結果だと割り切っている。第2部では本編や第1部と服装が若干異なる。
アニメ版では第2部である第15話のエピソードが第1部に統合されているので、その回に登場するのは第5話と同一個体となっている。また、原作での第5話と第15話はモブとしての出番しかないが、アニメではセリフがあるなど若干出番が増えている。
桿体細胞 / 錐体細胞（かんたいさいぼう / すいたいさいぼう）
ともに視細胞の一種。桿体細胞は明暗を認識し、錐体細胞は色を認識する。
第24話から第26話に登場。ゴーグルを着用し、カプセル状のコックピットのようなところに座っている。桿体細胞と錐体細胞ではゴーグルの形状や服装などが異なる。
心筋細胞（しんきんさいぼう）
心臓の体積の約75%を占める細胞。
第27話で登場。禿げ頭の老人の姿をしている。寿命が長いため身体が健康だった時代を知っている。睡眠時無呼吸症候群で混乱する細胞たちを一喝するが、昔のことを引き合いに根性論を展開したため、DA4901からは過去にすがる老害と一蹴される。
腺房細胞（せんぼうさいぼう）
第28話で登場。β細胞とは違い膵臓の本島の工場で膵液を作る役割を果たす細胞。マスクをして、工場で働くような格好をしている。アルコールにより暴走し、急性膵炎を引き起こす。
歯髄細胞（しずいさいぼう）
歯の中心部にいる細胞。
第30話で登場。僧侶のような格好。歯周病の心配をしている。
線維芽細胞（せんいがさいぼう）
歯髄細胞の回想で登場。大工のような格好で歯茎を修復するが、ニコチンにより働きが阻害されている。
ゴブレット細胞
第32話で登場。ムチンを生成する職人のような姿の細胞。
神経系
前述の脳細胞を含む中枢神経系と、自律神経などが含まれる末梢神経系がある。ここでは脳細胞以外について記載する。
副交感神経（ふくこうかんしんけい）
自律神経の一種で、身体の鎮静を担う。
第31話から登場。合唱団であり、子守歌（γ-アミノ酪酸）により身体中の細胞に休息を取らせる。ベンゾジアゼピンによりコーラスの力が増す。感情によって歌声は変わる模様。リーダー格の個体は指揮者。
交感神経（こうかんしんけい）
自律神経の一種で、副交感神経とは対称的にノルアドレナリンなどを分泌し体を活性化させる。
第33話から登場。細胞たちに歌（ノルアドレナリン）で元気を届ける女性アイドルグループ。
神経細胞
様々な神経伝達物質を伝える。作中ではプロデューサーとして、交感神経に曲を提供している。
ノルアドレナリン系の神経細胞
第33話から登場。前述の交感神経のプロデューサー。非常事態宣言（コルチゾール）下での作曲のプレッシャーに参ってしまいうつ状態になるが、新しいマイク（SNRI）の効果及びグリア細胞の支援で改善する。長髪の男性として描かれている。
ドーパミン系の神経細胞
第35話と第36話に登場。ドレッドヘアでサングラス姿の男性。ニコチン依存症状態になっていたが、バレニクリンのお陰で改善する。

グリア細胞
第33話から登場。ノルアドレナリン系の神経細胞を支える役割で、作中では電話に答えるなどの業務をしている。

口腔の粘膜細胞（こうくうのねんまくさいぼう）
声 - 斎藤寛仁
出張版に登場。工事現場の作業員のような服装をしている。口内炎により炎症を起こしている。
一般細胞
「細胞」と書かれたTシャツを着ていて集合住宅に住んでいる点は本編と同様であるが、若い男性ばかりの本編とは異なり、女性の個体や老人の個体も登場する。
第1部では準レギュラーとして、AA2153の常連の配達先の個体（声 - 桜井ひとみ）が登場する。「細胞」と書かれたエプロンを着けた中年女性の個体で、AA2153にクレームを付けたり、時にねぎらったりしている。
アニメ版には、AC1677の常連で彼を部屋に上げて話し相手にすると共に息抜きさせていた、AA2153たちよりは年上の女性の一般細胞（声 - 遠藤綾）も登場する。
がん細胞
第37話から登場し、以降は最終話まで、がん細胞と血球たちとの戦いが主要なテーマとなる。ただし、がん細胞のうちメインのキャラクターは、第17・18話で最初に未分化で少年の一般細胞として登場し、AA2153とも出会っており、第33話での再会、第36話での異変（就職活動の失敗）を経て、第37話でがん細胞の仲間に加わる。
本編同様、通常の細胞とは明らかに異なる姿をしている。本編との違いは、最初に肺に現れる点、主に酸素を求めて暴れる点、肝臓や腎臓、脳などに転移する点、退治に手術や放射線治療、抗がん剤などの外からの助けがある点、などが挙げられる。
特別編2作（共にがんをテーマとする）にも別キャラクターで登場する。

### 異物・身体外の生物
下記のほか、肺炎球菌や化膿レンサ球菌、緑膿菌なども、脇役としてではあるが登場している。
淋菌（りんきん）
声 - 高橋伸也
第4話と第5話に登場。性感染症である淋病の病原体。作中では大柄の人型から大蛇のような触手が伸びた姿をしている。攻撃方法は、免疫細胞の体に触手を巻きつけ、締め上げる。「淋菌」に引っ掛けて「淋しい」が口癖。
性交渉によって感染、強固な細胞壁と圧倒的な増殖スピードで白血球たちを追い詰めるが、ペニシリンによって弱体化して殲滅される。
性感染症の病原体であることから、頭部や触手先端が亀頭のようなデザインとなっているが、アニメ版では頭部が半球形、触手が先端までほぼ均一な太さかつ原作より表面が滑らかな質感に変更されている。
白癬菌（はくせんきん）
第6話に登場。芋虫のような姿のカビ。水虫の原因となる。雑魚だが、免疫力の低下や不衛生で湿気の高い足底部の環境で大繁殖し、水虫を引き起こす。
ピロリ菌
第7話で登場。胃潰瘍の原因の1つ。デザインが本編から大きくアレンジされており、頭部に4本の触手を持つ点や身体に縞状に毛が生えている点は共通であるが、体躯はより細長くウナギのような形で、頭部周辺はグロテスクになっているなど怪獣のような外見をしている。触手で胃粘膜を傷つけていたが、外部から投与されたクラリスロマイシン により除去される。
大腸菌（だいちょうきん）
第21・22話で登場。肛門腺を占領し、瘻管を開ける。攻撃方法は手で押し潰すこと。本編にも登場しているが、個体名は明らかにされていない。
帯状疱疹ウィルス（たいじょうほうしんウィルス）
体内に潜むヘルペスウィルスの一種。
第23話で登場。感染した細胞は、1960年代の大規模デモ運動参加者に似た格好の集団と化し、ヘルメットを被り、黒眼鏡やタオルなどで顔を隠してゲバ棒を振るう。ウィルス自体はヘルメットに多数の付属肢がタオルを持った肉塊で、本編と同様に一般細胞たちの頭に被さると発症する。
メチシリン耐性黄色ブドウ球菌 （メチシリンたいせいおうしょくブドウきゅうきん）
多くの薬剤に対して耐性を持つ黄色ブドウ球菌。
第39話で登場。扁平上皮癌の肺葉切除術の手術による切断部より侵入する。

### 薬・抗生物質
ステロイド
第5話で登場。本編とほぼ同じデザインや働きをする。頭頂部で暴走するT細胞たちの働きを抑えた。
コルヒチン
抗炎症作用を持つ。
第8話で登場。痛風の治療薬として投与される。フワフワとした毛を持つロボット。
ニューキノロン系抗菌薬
細菌のDNA複製を阻止する。
第14話で登場。尿路感染症の治癒に使われる。非常に大きいロボットで、周りの建物よりも高い。
アシクロビル
水疱・帯状疱疹に有効な医薬。
第23話で登場。ムカデ型のロボットとして体外から投与される。

## 登場アイテム
酵素などの体内で分泌されるもの、または薬や体外からの治療法のうちロボット型でないものなど、物体として登場するものを挙げる。
ADH・ALDH
第2話で登場。肝臓にて分泌される酵素。赤血球からアルコールを抜くドリンクとして登場する。
ペニシリン
第4話で登場。人工衛星のように空を飛んでおり、淋菌に対してビームで攻撃する薬剤。
ブテナフィン塩酸塩
第6話で登場。白癬菌を殺菌する、巨大なライトのような薬剤。
インスリン
第18話から登場。膵臓から分泌されるホルモンで、薬包に包まれて細胞に配られる。第26話からは外部から投与されている。
テストステロン
第20話で登場。ドローンに乗せられて分泌され、金属の容器に入っている。
ヒモ
第22話で登場。痔瘻結紮療法のために体外から差し込まれた。
点滴
第29話で登場。急性膵炎による絶食中に、外部から栄養素が投入された。パラシュートに木箱が括り付けられており、その中に栄養素が入っている。
ベンゾジアゼピン
第31話で登場。副交感神経に働き、喉に直接スプレーする薬剤。
SNRI
第35話から登場。うつの改善の為に投与された、マイクに半球が付いた構造の薬剤で、弱った神経細胞の声を集めることが出来る。
バレニクリン
第36話で登場。ニコチン依存症の改善の為に投与された、口にくわえて吸引する形態の薬剤。
抗がん剤
第40話で登場。戦闘機による絨毯爆撃によって、がん細胞を攻撃する薬剤。
免疫チェックポイント阻害薬
第41話から登場。キラーT細胞と結合し、がん細胞のPD-L1とT細胞のPD-1の結合を防止する、ベルト型の薬剤。

## 書誌情報
- 原田重光（原作）・初嘉屋一生（作画）・清水茜（監修）『はたらく細胞BLACK』、講談社〈モーニングKC〉、全8巻
  1. 2018年7月9日発売[19]、ISBN 978-4-06-512067-5
  2. 2018年9月21日発売[20]、ISBN 978-4-06-512760-5
  3. 2019年2月22日発売[21]、ISBN 978-4-06-514640-8
  4. 2019年6月21日発売[22]、ISBN 978-4-06-516113-5
  5. 2019年10月23日発売[23]、ISBN 978-4-06-517225-4
  6. 2020年4月23日発売[24]、ISBN 978-4-06-519207-8
  7. 2020年9月23日発売[25]、ISBN 978-4-06-520716-1
  8. 2021年2月22日発売[26]、ISBN 978-4-06-522343-7

## テレビアニメ
2021年1月から3月までTOKYO MXほかにて、テレビアニメが放送された。2020年1月4日に公式ツイッターにてPVアニメが公開され、同年4月16日にTVアニメ化の決定が告知された。
本放送は「はたらく細胞アワー」として、第10話までは本編アニメ2期『はたらく細胞!!』、第11話以降は本編アニメ1期『はたらく細胞』ビデオマスター版セレクション放送との連続放送となった。第3話と第4話は、通常とは異なる時間帯にて1時間スペシャルとして放送され、全13話を11週で放送となった。
アニメーション制作はライデンフィルムが行い、その他スタッフも本編とは大幅に異なる。ナレーションは津田健次郎。
原作では第1部および出張版と第2部以降は別の世界（体）での話であるが、アニメ版では第1部（第1 - 2巻）をベースに、出張版や第2部初期（第3巻）のエピソードも織り交ぜて一つの世界（体）の物語に再構成している。具体的には、原作第1話と出張版を基にアニメ版第1話が、原作第13・14話、第15・12話、第16・17話の各2話を基にアニメ版第6・7・8話がそれぞれ作られている。アニメ版第9話からは原作第6話以降の各話に基づくが、原作第6話の脂肪肝の場面がアニメ版第8話に取り込まれている。最終話となる第13話エピローグでは、原作の第2部プロローグ（原作第11話）だった輸血による別の世界（体）への転移が描かれたが、アニメ版続編製作についての告知は無い。

### スタッフ
- 原作 - 原田重光、初嘉屋一生、清水茜[14][注 23]
- 監督 - 山本秀世[14]
- シリーズ構成・脚本 - 森ハヤシ[14]
- キャラクターデザイン - 安彦英二[14]
- メカニックデザイン - 氏家嘉宏[18]
- アクションエフェクト作画監督 - 神谷智大[18]
- 美術監督・美術設定 - 佐藤正浩、塚原千晶[18]
- 色彩設計 - 岡亮子[18]
- 撮影監督 - 髙津純平[18]
- 3DCGIディレクター - 原一晃[18]
- 編集 - 長谷川舞[18]
- 音響監督 - 田中亮[18]
- 音響効果 - 北方将実[18]
- 音楽 - 菅野祐悟[14]
- 音楽制作 - アニプレックス[18]
- 音楽プロデューサー - 山内真治
- プロデューサー - 高橋祐馬、伊藤洋平、曹聡、北澤史隆
- アニメーションプロデューサー - 横田幸介
- アニメーション制作 - ライデンフィルム[14]
- 製作 - アニプレックス、講談社、ネットイース、TOKYO MX[32][注 23]

### 主題歌
オープニング・エンディングともにPOLYSICSがゲストボーカルを迎える形で制作される。
「走れ！with ヤマサキセイヤ（キュウソネコカミ）」
オープニングテーマ。作詞・作曲はHiroyuki HayashiとFumi、編曲はPOLYSICS、ゲストボーカルはキュウソネコカミのヤマサキセイヤ。
「上を向いて運ぼう with 赤血球 & 白血球」
エンディングテーマ。作詞・作曲・編曲はHiroyuki Hayashi。ゲストボーカルは赤血球（榎木淳弥）と白血球（日笠陽子）。

### 各話リスト
| 話数     | サブタイトル                 | 絵コンテ | 演出     | 作画監督                                                                                                  | 総作画監督                   | 初放送日       |
| -------- | ---------------------------- | -------- | -------- | --- | ---------------------------- | -------------- |
| 第一話   | 喫煙、細菌、終わりの始まり。 | 山本秀世 | 北村淳一 | 緒方厚 | 安彦英二                     | 2021年 1月10日 |
| 第二話   | 肝臓、アルコール、誇り。     | 山本秀世 | 木村寛   | なまためやすひろ                                                                                          | 氏家嘉宏                     | 1月17日        |
| 第三話   | 興奮、膨張、虚無。           | 山本秀世 | 藤代和也 | 清水勝祐                                                                                                  | 安彦英二 氏家嘉宏            | 1月19日        |
| 第四話   | 最前線、淋菌、葛藤。         | 山本秀世 | 有冨興二 | Lee Seongjae Park Younghi J.W.Kim S.G.Lim                                                                 | 安彦英二 氏家嘉宏 飯野まこと | 1月19日        |
| 第五話   | 過重労働、脱毛、錯乱。       | 山本秀世 | 山崎立士 | 三好和也                                                                                                  | 氏家嘉宏                     | 1月24日        |
| 第六話   | 腎臓、尿路結石、涙。         | 山本秀世 | 曽根利幸 | 三橋桜子                                                                                                  | 安彦英二                     | 1月31日        |
| 第七話   | カフェイン、誘惑、嫉妬。     | 池田重隆 | 村山靖   | 緒方厚 | 氏家嘉宏                     | 2月7日         |
| 第八話   | ふくらはぎ、肺血栓、機転。   | 山本秀世 | 藤代和也 | 清水勝祐                                                                                                  | 安彦英二                     | 2月14日        |
| 第九話   | 異変、水虫、働く意味。       | 山本秀世 | 木村寛   | 森野熊三 Kim Cheolsu Min Hyeonsuk Ahn Hyojeong                                                            | 氏家嘉宏 なまためやすひろ    | 2月21日        |
| 第十話   | 胃潰瘍、友情、喪失。         | 西田正義 | 有冨興二 | 三好和也                                                                                                  | 安彦英二 氏家嘉宏            | 2月28日        |
| 第十一話 | 自暴自棄、痛風、反乱。       | 西田正義 | 北村淳一 | 北村淳一 Kim.Jeong.Woo Lim.su.Kyeong CHO.WONHA                                                            | 氏家嘉宏                     | 3月7日         |
| 第十二話 | 復帰、心臓、終焉。           | 山本秀世 | 曽根利幸 | 三橋桜子 緒方厚 清水伸太郎 高橋香織 柑原豆真 坪田慎太郎 Lee Seung Hee Min Hyeonsuk                        | なまためやすひろ             | 3月14日        |
| 第十三話 | 心筋梗塞、蘇生、変化。       | 山本秀世 | 有冨興二 | 清水勝祐 三好和也 清水伸太郎 高橋香織 柑原豆真 鞠野黄英 及川博史 園田高明 川岸隆太 和田佳純 Kim Jeong Lim | 安彦英二 氏家嘉宏            | 3月21日        |

### 放送局
| 放送期間                | 放送時間                     | 放送局       | 対象地域       | 備考                                          |
| ----------------------- | ---------------------------- | ------------ | -------------- | --------------------------------------------- |
| 2021年1月10日 - 3月21日 | 日曜 0:00 - 0:30（土曜深夜） | TOKYO MX     | 東京都         | 製作局                                        |
|                         |                              | とちぎテレビ | 栃木県         |                                               |
|                         |                              | 群馬テレビ   | 群馬県         |                                               |
|                         |                              | BS11         | 日本全域       | BS放送 / 『ANIME+』枠                         |
|                         | 日曜 3:08 - 3:38（土曜深夜） | 毎日放送     | 近畿広域圏     | 『アニメシャワー』第3部                       |
|                         | 日曜 21:30 - 22:00           | AT-X         | 日本全域       | CS放送 / リピート放送あり                     |
| 2021年1月11日 - 3月22日 | 月曜 1:50 - 2:20（日曜深夜） | RKB毎日放送  | 福岡県         |                                               |
|                         | 月曜 1:55 - 2:25（日曜深夜） | 北海道放送   | 北海道         |                                               |
| 2021年1月13日 - 3月24日 | 水曜 3:05 - 3:35（火曜深夜） | テレビ愛知   | 愛知県         |                                               |
| 2021年3月20日 - 6月12日 | 土曜 1:55 - 2:25（金曜深夜） | 山陰放送     | 鳥取県・島根県 | 『森谷佳奈のアニ物語』枠 / 第3話・第4話を含む |

| 放送日        | 放送時間                     | 放送局       | 対象地域   | 備考                      |
| ------------- | ---------------------------- | ------------ | ---------- | ------------------------- |
| 2021年1月19日 | 火曜 1:40 - 2:40（月曜深夜） | TOKYO MX     | 東京都     | 製作局                    |
|               | 火曜 2:00 - 3:00（月曜深夜） | BS11         | 日本全域   | BS放送                    |
|               | 火曜 3:10 - 4:10（月曜深夜） | 毎日放送     | 近畿広域圏 |                           |
| 2021年1月20日 | 水曜 1:55 - 2:55（火曜深夜） | RKB毎日放送  | 福岡県     |                           |
|               | 月曜 1:55 - 2:25（日曜深夜） | 北海道放送   | 北海道     |                           |
| 2021年1月22日 | 金曜 18:00 - 19:00           | AT-X         | 日本全域   | CS放送 / リピート放送あり |
| 2021年1月23日 | 土曜 1:30 - 2:30（金曜深夜） | とちぎテレビ | 栃木県     |                           |
|               |                              | 群馬テレビ   | 群馬県     |                           |
| 2021年1月25日 | 火曜 3:00 - 4:00（火曜深夜） | テレビ愛知   | 愛知県     |                           |

| 配信開始日    | 配信時間                     | 配信サイト |
| ------------- | ---------------------------- | --- |
| 2021年1月10日 | 日曜 0:00 - 0:30（土曜深夜） | ABEMA |
|               | 日曜 12:00 更新              | dアニメストア（本店・for Prime Video） |
| 2021年1月12日 | 火曜 12:00 更新              | ニコニコチャンネル GYAO! バンダイチャンネル Hulu J:COMオンデマンド TELASA ビデオマーケット music.jp ひかりTV FOD Netflix U-NEXT アニメ放題 MBS動画イズム TVer Amazonプライム・ビデオ |
|               | 火曜 23:30 - 水曜 0:00       | ニコニコ生放送 |

| TOKYO MX 日曜 0:00 - 0:30 | TOKYO MX 日曜 0:00 - 0:30 | TOKYO MX 日曜 0:00 - 0:30 |
| 前番組                    | 番組名                    | 次番組                    |
| ------------------------- | ------------------------- | ------------------------- |
| 神様になった日            | はたらく細胞BLACK         | 86-エイティシックス-      |

### BD / DVD
| 巻 | 発売日        | 収録話          | 規格品番      | 規格品番      |
| 巻 | 発売日        | 収録話          | BD限定版      | DVD限定版     |
| -- | ------------- | --------------- | ------------- | ------------- |
| 1  | 2021年2月24日 | 第1話           | ANZX-14701/2  | ANZB-14701/2  |
| 2  | 2021年3月24日 | 第2話 - 第3話   | ANZX-15103/4  | ANZB-15103/4  |
| 3  | 2021年4月28日 | 第4話 - 第5話   | ANZX-15105/6  | ANZB-15105/6  |
| 4  | 2021年5月26日 | 第6話 - 第7話   | ANZX-15107/8  | ANZB-15107/8  |
| 5  | 2021年6月23日 | 第8話 - 第9話   | ANZX-15109/10 | ANZB-15109/10 |
| 6  | 2021年7月28日 | 第10話 - 第11話 | ANZX-15111/2  | ANZB-15111/2  |
| 7  | 2021年8月25日 | 第12話 - 第13話 | ANZX-15113/4  | ANZB-15113/4  |

### Webラジオ
テレビアニメ『はたらく細胞!!』と『はたらく細胞BLACK』の合同ラジオ『一緒に「はたらく細胞」らじお』が、テレビ放送に合わせて2021年1月6日から音泉にて隔週水曜に配信。
パーソナリティは『はたらく細胞!!』の白血球（好中球）役の前野智昭、『はたらく細胞BLACK』の赤血球（AA2153）役の榎木淳弥と白血球（1196）役の日笠陽子が担当する。